# Santibáñez de Esgueva
Santibáñez de Esgueva – gmina w Hiszpanii, w prowincji Burgos, w Kastylii i León, o powierzchni 22,25 km². W 2011 roku gmina liczyła 118 mieszkańców.